# RSKV Erasmus
R.S.K.V Erasmus is een Nederlandse studentenkorfbalvereniging, gevestigd in Rotterdam. De club is op 4 november 1985 opgericht.

## Geschiedenis
De vereniging werd op 4 november 1985 opgericht. Door middel van een samenwerking met de Erasmus Universiteit, het KNKV en stadgenoot RSV Trekvogels kon er in 1985 voor het eerst een team deelnemen aan de competitie. Twee jaar later, in 1987, werd het eerste kampioenschap behaald.
Na meer dan een decennium op de accommodatie van RSV Trekvogels te hebben gespeeld, verhuisde de vereniging halverwege de jaren negentig naar het terrein van KCC, in Capelle. Na hier enkele jaren te hebben gespeeld, werd er weer terugverhuisd naar het terrein van RSV Trekvogels. Hierna werd er in 2010 nog één keer verhuisd naar het veld van Velox, maar na de opheffing van deze vereniging wordt er vanaf het seizoen 2018/2019 weer gespeeld op het terrein van RSV Trekvogels in de Prins Alexanderpolder.
Van 2019 tot 2024 was het de hoogst spelende vereniging van Rotterdam, met als hoogtepunt een seizoen in de overgangsklasse in 2023.

## Teams
R.S.K.V. Erasmus heeft vier teams die in de competitie uitkomen. Het eerste team komt in de veldcompetitie uit in de tweede klasse en in de zaal in de eerste klasse. Het tweede team komt in de zowel de veldcompetitie als in de zaalcompetitie uit in de reserve 3e klasse. Het derde team komt uit in de reserve 4e klasse. Het vierde team, ook wel het ‘bierde’ genoemd, komt uit in het breedtekorfbal.